# فریبرز (ساسانی)
فریبرز ( که در منابع بیزانسی به‌نام فابریزوس (به یونانی: Φάβριζος) شناخته می شود) افسر نظامی ایرانی از خاندان اسپهبد در سده ششم میلادی بود که در زمان خسرو انوشیروان (پادشاهی از ۵۳۱–۵۷۹) خدمت کرد.

## زندگی‌نامه
او برادر ایزدگشنسپ، دیپلمات و و وزیر خسرو انوشیروان بود. تاریخدان بیزانسی، پروکوپیوس آنها را بدین‌گونه توصیف کرده است: «هر دوی آنها مهمترین مناصب را دارند … و هر دو پست‌ترین ایرانیان به حساب آورده می‌شوند که به خاطر زیرکی و روش‌های خبیثانه شهرت دارند».
در سال ۵۴۸ خسرو به فریبرز دستور داد تا زندانیان بیزانسی که در جنگ در حال جریان لازستان اسیر شده بودند را به ایران بیاورد تا در آنجا سکنی گزینند. مدتی بعد فریبرز به همراه یک لاز به نام فرسانسی که راهبری یک سپاه کوچک ۳۰۰ نفره را بر عهده داشتند، به طرف لازستان پیشروی کردند و نقشه داشتند که شاه لازستانی دست‌نشانده قباد دوم را به قتل برسانند. با این حال فرسانسی به ساسانیان خیانت کرده و نقشه را برای قباد لو داد و پس از آن هر دو به کمپ بیزانس پناهنده شدند.
سپس فریبرز به سربازان پادگان ساسانی در پایتخت لازستان، پترا، گفت که خود را برای یک محاصره از طرف بیزانسی‌ها آماده کنند و خود به همراه نیروهایش به تیسپون پایتخت ساسانیان آمد. در سال ۵۴۹، مهر مهرو، فریبرز را به همراه سه فرمانده دیگر و یک لشکر متشکل از ۵٫۰۰۰ نفر، در پادگان پترا گماشت. با این حال، در یک حملهٔ غافلگیرانه، داگیستائوس افسر ارتش بیزانس و قباد موفق به شکست فریبرز شدند. فریبرز به همراه باقی زنده ماندگان از آنجا گریختند.
در سال ۵۵۰ فریبرز شورش فرزند ارشد خسرو، نوشزاد را سرکوب کرد و سپس ایران را به مقصد قسطنطنیه به منظور یک مأموریت دیپلماتیک ترک کرد. چیز دیگری در مورد فریبرز دانسته نیست.